# Опсада Антверпена
Опсада Антверпена је била сукоб између немачких и белгијских снага током Првог светског рата. Немачке снаге које су бројале најмање 50.000 војника опседале су Антверпен између 28. септембра и 10. октобра 1914. године. Након вишедневне опсаде градоначелник Антверпена Јан де Вос предао се Немцима. Пад Антверпена довео је до великог таласа избеглица из Белгије које су уточиште тражиле у суседним државама Холандији и Француској. 